# Saison 10 de Bob's Burgers
 (août 2020).
Chronologie
Saison 9 Saison 11
La dixième saison de la série télévisée d'animation Bob's Burgers est diffusée aux États-Unis entre le 29 septembre 2019 et le 17 mai 2020 sur la Fox. Elle comporte vingt-deux épisodes.
En France, elle est disponible depuis le 16 avril 2021 sur la plateforme Disney+.

## Épisodes
| № | #  | Titre                                                           | Réalisation  | Scénario                          | Première diffusion                | Code de prod. | Audiences |
| --- | -- | --------------------------------------------------------------- | ------------ | --------------------------------- | --------------------------------- | ------------- | --------- |
| 173 | 1  | Le cercle (mais qui ne fait pas peur) The Ring (But Not Scary)  | Mario D'Anna | Lizzie Molyneux et Wendy Molyneux | 29 septembre 2019 4 juillet 2022  | 9ASA01        | 1.82      |
| Gene perd un anneau appartenant à son père dans un parc d'attractions. La famille revient en pleine nuit pour le récupérer...                                                                  |    |                                                                 |              |                                   |                                   |               |           |
| 174 | 2  | Promenons-nous dans les bois Boys Just Wanna Have Fungus        | Ryan Mattos  | Dan Fybel                         | 6 octobre 2019 4 juillet 2022     | 9ASA02        | 2.34      |
| Bob et Gene se rendent dans la forêt à la recherche de truffes pour une recette de hamburger. Pendant ce temps, Tina pense que ses nouvelles lunettes lui donnent des super-pouvoirs...        |    |                                                                 |              |                                   |                                   |               |           |
| 175 | 3  | Son bateau fait un carton Motor, She Boat                       | Tom Riggin   | Holly Schlesinger                 | 13 octobre 2019 4 juillet 2022    | 9ASA03        | 1.64      |
| Tina et Bob participent à un camp scout où ils doivent participer à la construction de barques. Tina s'énerve quand Bob gâche leur moment ensemble...                                          |    |                                                                 |              |                                   |                                   |               |           |
| 176 | 4  | T'as un gros porc-blème, petite Tina Pig Trouble in Little Tina | Chris Song   | Nora Smith                        | 20 octobre 2019 4 juillet 2022    | 9ASA04        | 2.45      |
| Après avoir disséqué un cochon en cours de sciences, Tina fait des cauchemars dans lesquels le fantôme du cochon vient la hanter...                                                            |    |                                                                 |              |                                   |                                   |               |           |
| 177 | 5  | Les rois du shopping Legends of the Mall                        | Matthew Long | Greg Thompson                     | 3 novembre 2019 5 juillet 2022    | 9ASA05        | 1.51      |
| Bob et Louise rencontrent Dominic, qui leur montre des extraits inédits de Hawk et Chick. Louise falsifie la signature de Bob pour signer le chèque de caution...                              |    |                                                                 |              |                                   |                                   |               |           |
| 178 | 6  | Certains l'aiment Hawk The Hawkening: Look Who's Hawking Now!   | Mario D'Anna | Rich Rinaldi                      | 10 novembre 2019 6 juillet 2022   | 9ASA06        | 2.06      |
| Le restaurant accueille une projection exclusive. |    |                                                                 |              |                                   |                                   |               |           |
| 179 | 7  | Loft People Land of the Loft                                    | Tom Riggin   | Steven Davis                      | 17 novembre 2019 7 juillet 2022   | 9ASA08        | 1.88      |
| Invités à une soirée, Bob et Linda font appel à Jen pour garder les enfants. Celle-ci arrive avec un camion de glace dans lequel ils veulent aller faire un tour...                            |    |                                                                 |              |                                   |                                   |               |           |
| 180 | 8  | On met les gaz... ou pas Now We're Not Cooking with Gas         | Ryan Mattos  | Katie Crown                       | 24 novembre 2019 8 juillet 2022   | 9ASA07        | 2.29      |
| Bob parvient à acheter une dinde issue d'un élevage tellement demandé qu'il lui a fallu attendre cinq ans avant d'obtenir sa bête. Rentré chez lui, il constate que son four ne marche plus... |    |                                                                 |              |                                   |                                   |               |           |
| 181 | 9  | Et tout le Gene All That Gene                                   | Mathew Long  | Kelvin Yu                         | 1er décembre 2019 11 juillet 2022 | 9ASA10        | 1.60      |
| Teddy va donner un coup de main à une troupe de théâtre locale. Comme un participant quitte le spectacle, Gene passe une audition pour le remplacer...                                         |    |                                                                 |              |                                   |                                   |               |           |
| 182 | 10 | Mon beau paquet Have Yourself a Maily Linda Christmas           | Chris Song   | Scott Jacobson                    | 15 décembre 2019 12 juillet 2022  | 9ASA09        | 2.41      |
| Linda travaille à la poste pour aider à distribuer les colis de Noël. Lorsqu'un paquet arrive trop tard pour la livraison, elle décide de l'apporter à son destinataire...                     |    |                                                                 |              |                                   |                                   |               |           |
| 183 | 11 | Impianotoyable Drumforgiven                                     | Mario D'Anna | Jon Schroeder                     | 12 janvier 2020 13 juillet 2022   | 9ASA11        | 5.76      |
| Louise défend Gene. |    |                                                                 |              |                                   |                                   |               |           |
| 184 | 12 | Un poisson nommé Tina A Fish Called Tina                        | Ryan Mattos  | Dan Fybel                         | 16 février 2020 14 juillet 2022   | 9ASA12        | 1.51      |
| Tina devient un mentor. |    |                                                                 |              |                                   |                                   |               |           |
| 185 | 13 | Trois filles et un petit Wharfy Three Girls and a Little Wharfy | Tom Riggin   | Holly Schlesinger                 | 23 février 2020 15 juillet 2022   | 9ASA13        | 1.58      |
| Louise cherche un monstre marin. |    |                                                                 |              |                                   |                                   |               |           |
| 186 | 14 | Chant de bataille Wag the Song                                  | Chris Song   | Greg Thompson                     | 1er mars 2020 18 juillet 2022     | 9ASA14        | 1.43      |
| L'école a besoin d'une nouvelle chanson. |    |                                                                 |              |                                   |                                   |               |           |
| 187 | 15 | Youtigo Yurty Rotten Scoundrels                                 | Tom Riggin   | Katie Crown                       | 8 mars 2020 19 juillet 2022       | 9ASA16        | 1.28      |
| Linda participe à l'atelier artistique de Gayle. |    |                                                                 |              |                                   |                                   |               |           |
| 188 | 16 | Enchères et en os Flat-Top o' the Morning to Ya                 | Ryan Mattos  | Rich Rinaldi                      | 15 mars 2020 20 juillet 2022      | 9ASA15        | 1.44      |
| Linda et Teddy ont l'esprit de la Saint-Patrick. |    |                                                                 |              |                                   |                                   |               |           |
| 189 | 17 | Serpentrip Just the Trip                                        | Chris Song   | Lizzie Molyneux et Wendy Molyneux | 22 mars 2020 21 juillet 2022      | 9ASA17        | 1.31      |
| Les Belcher partent en road trip. |    |                                                                 |              |                                   |                                   |               |           |
| 190 | 18 | Clac, clac, claquettes Tappy Tappy Tappy Tap Tap Tap            | Ryan Mattos  | Jon Schroeder                     | 19 avril 2020 22 juillet 2022     | 9ASA18        | 1.36      |
| Tina pense que quelqu'un a commis un sabotage : Josh vient en effet de se blesser sur scène dans un numéro de claquettes. Une enquête s'impose...                                              |    |                                                                 |              |                                   |                                   |               |           |
| 191 | 19 | The Handyman Can                                                | Tom Riggin   | Kelvin Yu                         | 26 avril 2020 25 juillet 2022     | 9ASA19        | 1.29      |
| Les enfants tentent de remonter le moral de Teddy. |    |                                                                 |              |                                   |                                   |               |           |
| 192 | 20 | Crotte, je ne l'ai pas refait Poops!... I Didn't Do It Again    | Chris Song   | Steven Davis                      | 3 mai 2020 26 juillet 2022        | 9ASA20        | 1.17      |
| Louise affronte sa peur. |    |                                                                 |              |                                   |                                   |               |           |
| 193 | 21 | Héroïne locale Local She-ro                                     | Ryan Mattos  | Scott Jacobson                    | 10 mai 2020 27 juillet 2022       | 9ASA21        | 1.04      |
| Linda se retrouve sur la piste d'une chanteuse locale légendaire tout en montrant à Tina ce qui est génial dans leur ville. Teddy demande à Bob de l'aider lors d'un différend.                |    |                                                                 |              |                                   |                                   |               |           |
| 194 | 22 | Petits canulars entre amis Prank You for Being a Friend         | Tom Riggin   | Katie Crown                       | 17 mai 2020 28 juillet 2022       | 9ASA22        | 1.28      |
| Louise devient prof. |    |                                                                 |              |                                   |                                   |               |           |